# Rytigynia celastroides
Rytigynia celastroides är en måreväxtart som först beskrevs av Henri Ernest Baillon, och fick sitt nu gällande namn av Bernard Verdcourt. Rytigynia celastroides ingår i släktet Rytigynia och familjen måreväxter.

## Underarter
Arten delas in i följande underarter:
- R. c. australis
- R. c. celastroides
- R. c. nuda